# Tövjön Jiid
El monasterio Tövjön (en mongol: Төвхөн хийд Tövhön Hiid) es uno de los monasterios más antiguos de Mongolia. Se encuentra en el Valle del Orjón, en la provincia (aimag) de Övörjangai, pegado a su frontera con la provincia de Arjangai, en la parte central del país.

## Historia

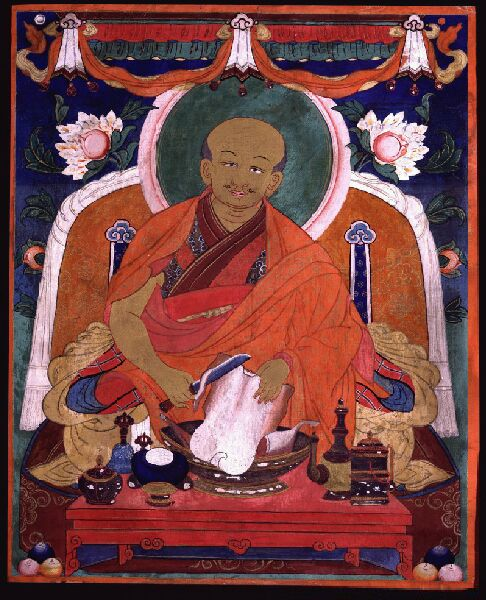
Öndör Gegeen Zanabazar.

El monasterio fue fundado en 1648 por Öndör Gegeen Zanabazar, el primer Jebtsundamba Kutuktu (el líder espiritual de los budistas del pueblo jalja en Mongolia Exterior) cuando vio que aquel lugar en el monte Shireet Ulaan era un lugar favorable. Las primeras obras de construcción empezaron en 1651 después de su retorno del Tíbet donde estudiaba textos religiosos.

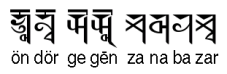
Escritura soyombo inventada por Zanabazar.

Zanabazar, quien fue también un talentoso escultor, pintor y músico, usaba el monasterio como su refugio personal durante unos treinta años, el periodo durante el cual creó la mayoría de sus famosas obras. Al principio el monasterio se llamaba Bayasgalant Aglag Oron, lo que quiere decir «Dichoso lugar aislado». Allí fue donde Zanabazar construyó la escritura soyombo.
En 1688 el monasterio fue destruido por los oirates durante uno de sus múltiples campañas militares contra los mongoles orientales. Fue restaurado en 1773.

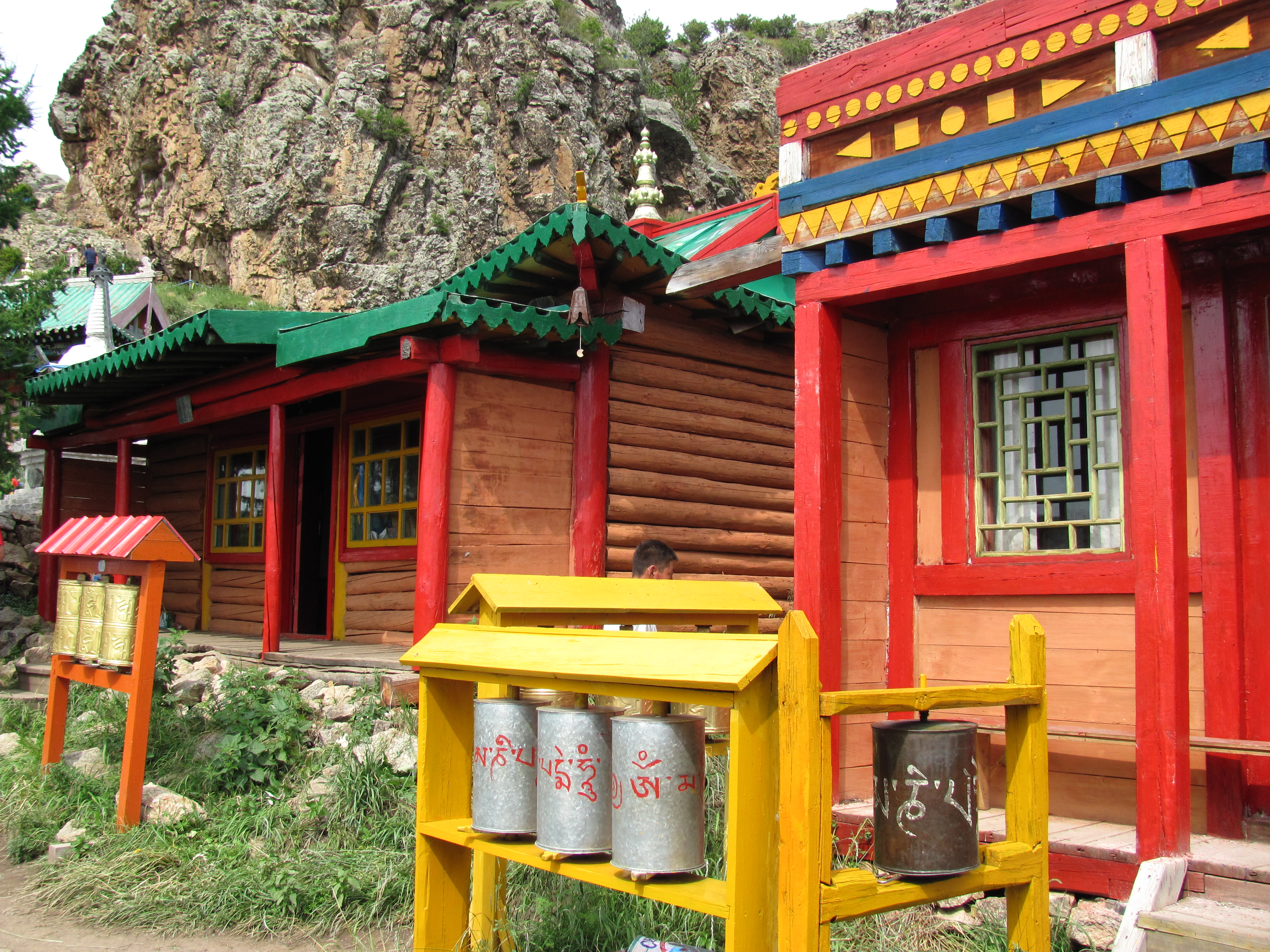
Monasterio Tövjön.

En los años 1930 el complejo sufrió otra destrucción, esa vez por parte de los comunistas durante las represiones estalinistas en Mongolia, ya que el partido comunista tenía intención de destruir por completo el budismo en el país. En 1993 empezó la restauración del monasterio, terminó en 2001. Se llevaron a cabo ceremonias de dedicación (o consagración) del monasterio y de Gombo Majagal, su nueva estatua del Majakala.
En actualidad, en el monasterio Tövjön está residiendo y practicando un pequeño grupo de monjes.
En cercanía del monasterio se halla un lugar donde se puede ver una huella del pie de Zanabazar.